# Tomoya Fukumoto
Tomoya Fukumoto (福元 友哉 Fukumoto Tomoya?, nacido el 17 de julio de 1999 en Kanagawa) es un futbolista japonés que se desempeña como delantero.

## Trayectoria

### Clubes
| Club            | País  | Año         |
| --------------- | ----- | ----------- |
| Fagiano Okayama | Japón | 2018 - 2023 |

## Estadística de carrera

### J. League
| Club            | Año   | J. League | J. League | Copa J. League | Copa J. League | Total | Total |
| Club            | Año   | Part.     | Goles     | Part.          | Goles          | Part. | Goles |
| --------------- | ----- | --------- | --------- | -------------- | -------------- | ----- | ----- |
| Fagiano Okayama | 2018  | 10        | 0         | -              | -              | 10    | 0     |
| Total           | Total | 10        | 0         | 0              | 0              | 10    | 0     |